# Liste der State-, U.S.- und Interstate-Highways in Virginia
Dies ist eine Liste der State-, U.S.- und Interstate-Highways im US-Bundesstaat Virginia.

## State Routes erster Ordnung (primary)

### Gegenwärtige Strecken
- Virginia State Route 2
- Virginia State Route 3
- Virginia State Route 4
- Virginia State Route 5
- Virginia State Route 6
- Virginia State Route 7
- Virginia State Route 8
- Virginia State Route 9
- Virginia State Route 10
- Virginia State Route 13
- Virginia State Route 14
- Virginia State Route 16
- Virginia State Route 18
- Virginia State Route 20
- Virginia State Route 22
- Virginia State Route 24
- Virginia State Route 26
- Virginia State Route 27
- Virginia State Route 28
- Virginia State Route 30
- Virginia State Route 31
- Virginia State Route 32
- Virginia State Route 33
- Virginia State Route 34
- Virginia State Route 35
- Virginia State Route 36
- Virginia State Route 37
- Virginia State Route 38
- Virginia State Route 39
- Virginia State Route 40
- Virginia State Route 41
- Virginia State Route 42
- Virginia State Route 43
- Virginia State Route 45
- Virginia State Route 46
- Virginia State Route 47
- Virginia State Route 48
- Virginia State Route 49
- Virginia State Route 51
- Virginia State Route 53
- Virginia State Route 54
- Virginia State Route 55
- Virginia State Route 56
- Virginia State Route 57
- Virginia State Route 59
- Virginia State Route 61
- Virginia State Route 62
- Virginia State Route 63
- Virginia State Route 65
- Virginia State Route 67
- Virginia State Route 68
- Virginia State Route 69
- Virginia State Route 70
- Virginia State Route 71
- Virginia State Route 72
- Virginia State Route 73
- Virginia State Route 74
- Virginia State Route 75
- Virginia State Route 76
- Virginia State Route 78
- Virginia State Route 79
- Virginia State Route 80
- Virginia State Route 82
- Virginia State Route 83
- Virginia State Route 84
- Virginia State Route 86
- Virginia State Route 87
- Virginia State Route 89
- Virginia State Route 90
- Virginia State Route 91
- Virginia State Route 92
- Virginia State Route 93
- Virginia State Route 94
- Virginia State Route 96
- Virginia State Route 97
- Virginia State Route 98
- Virginia State Route 99
- Virginia State Route 100
- Virginia State Route 101
- Virginia State Route 102
- Virginia State Route 103
- Virginia State Route 105
- Virginia State Route 106
- Virginia State Route 107
- Virginia State Route 108
- Virginia State Route 109
- Virginia State Route 110
- Virginia State Route 111
- Virginia State Route 112
- Virginia State Route 113
- Virginia State Route 114
- Virginia State Route 115
- Virginia State Route 116
- Virginia State Route 117
- Virginia State Route 118
- Virginia State Route 119
- Virginia State Route 120
- Virginia State Route 121
- Virginia State Route 122
- Virginia State Route 123
- Virginia State Route 124
- Virginia State Route 125
- Virginia State Route 126
- Virginia State Route 127
- Virginia State Route 128
- Virginia State Route 129
- Virginia State Route 130
- Virginia State Route 131
- Virginia State Route 132
- Virginia State Route 133
- Virginia State Route 134
- Virginia State Route 135
- Virginia State Route 136
- Virginia State Route 137
- Virginia State Route 138
- Virginia State Route 139
- Virginia State Route 140
- Virginia State Route 141
- Virginia State Route 142
- Virginia State Route 143
- Virginia State Route 144
- Virginia State Route 145
- Virginia State Route 146
- Virginia State Route 147
- Virginia State Route 148
- Virginia State Route 149
- Virginia State Route 150
- Virginia State Route 151
- Virginia State Route 152
- Virginia State Route 153
- Virginia State Route 154
- Virginia State Route 155
- Virginia State Route 156
- Virginia State Route 157
- Virginia State Route 158
- Virginia State Route 159
- Virginia State Route 160
- Virginia State Route 161
- Virginia State Route 162
- Virginia State Route 163
- Virginia State Route 164
- Virginia State Route 165
- Virginia State Route 166
- Virginia State Route 167
- Virginia State Route 168
- Virginia State Route 169
- Virginia State Route 170
- Virginia State Route 171
- Virginia State Route 172
- Virginia State Route 173
- Virginia State Route 174
- Virginia State Route 175
- Virginia State Route 176
- Virginia State Route 177
- Virginia State Route 178
- Virginia State Route 179
- Virginia State Route 180
- Virginia State Route 181
- Virginia State Route 182
- Virginia State Route 183
- Virginia State Route 184
- Virginia State Route 185
- Virginia State Route 186
- Virginia State Route 187
- Virginia State Route 188
- Virginia State Route 189
- Virginia State Route 190
- Virginia State Route 191
- Virginia State Route 192
- Virginia State Route 193
- Virginia State Route 194
- Virginia State Route 195
- Virginia State Route 196
- Virginia State Route 197
- Virginia State Route 198
- Virginia State Route 199
- Virginia State Route 200
- Virginia State Route 201
- Virginia State Route 202
- Virginia State Route 203
- Virginia State Route 204
- Virginia State Route 205
- Virginia State Route 206
- Virginia State Route 207
- Virginia State Route 208
- Virginia State Route 209
- Virginia State Route 210
- Virginia State Route 211
- Virginia State Route 212
- Virginia State Route 213
- Virginia State Route 214
- Virginia State Route 215
- Virginia State Route 216
- Virginia State Route 217
- Virginia State Route 218
- Virginia State Route 222
- Virginia State Route 223
- Virginia State Route 224
- Virginia State Route 225
- Virginia State Route 226
- Virginia State Route 227
- Virginia State Route 228
- Virginia State Route 229
- Virginia State Route 230
- Virginia State Route 231
- Virginia State Route 232
- Virginia State Route 233
- Virginia State Route 234
- Virginia State Route 235
- Virginia State Route 236
- Virginia State Route 237
- Virginia State Route 238
- Virginia State Route 239
- Virginia State Route 240
- Virginia State Route 241
- Virginia State Route 242
- Virginia State Route 243
- Virginia State Route 244
- Virginia State Route 245
- Virginia State Route 246
- Virginia State Route 247
- Virginia State Route 249
- Virginia State Route 251
- Virginia State Route 252
- Virginia State Route 253
- Virginia State Route 254
- Virginia State Route 255
- Virginia State Route 256
- Virginia State Route 257
- Virginia State Route 259
- Virginia State Route 261
- Virginia State Route 262
- Virginia State Route 263
- Virginia State Route 267
- Virginia State Route 269
- Virginia State Route 270
- Virginia State Route 271
- Virginia State Route 272
- Virginia State Route 273
- Virginia State Route 274
- Virginia State Route 276
- Virginia State Route 277
- Virginia State Route 278
- Virginia State Route 279
- Virginia State Route 280
- Virginia State Route 281
- Virginia State Route 283
- Virginia State Route 285
- Virginia State Route 286
- Virginia State Route 287
- Virginia State Route 288
- Virginia State Route 289
- Virginia State Route 290
- Virginia State Route 292
- Virginia State Route 293
- Virginia State Route 294
- Virginia State Route 296
- Virginia State Route 298
- Virginia State Route 299
- Virginia State Route 300
- Virginia State Route 302
- Virginia State Route 303
- Virginia State Route 304
- Virginia State Route 305
- Virginia State Route 306
- Virginia State Route 307
- Virginia State Route 308
- Virginia State Route 309
- Virginia State Route 310
- Virginia State Route 311
- Virginia State Route 312
- Virginia State Route 313
- Virginia State Route 314
- Virginia State Route 315
- Virginia State Route 316
- Virginia State Route 317
- Virginia State Route 318
- Virginia State Route 319
- Virginia State Route 320
- Virginia State Route 321
- Virginia State Route 322
- Virginia State Route 323
- Virginia State Route 324
- Virginia State Route 325
- Virginia State Route 326
- Virginia State Route 327
- Virginia State Route 328
- Virginia State Route 329
- Virginia State Route 330
- Virginia State Route 331
- Virginia State Route 332
- Virginia State Route 333
- Virginia State Route 334
- Virginia State Route 335
- Virginia State Route 336
- Virginia State Route 337
- Virginia State Route 338
- Virginia State Route 339
- Virginia State Route 341
- Virginia State Route 342
- Virginia State Route 343
- Virginia State Route 344
- Virginia State Route 345
- Virginia State Route 346
- Virginia State Route 347
- Virginia State Route 348
- Virginia State Route 349
- Virginia State Route 350
- Virginia State Route 351
- Virginia State Route 352
- Virginia State Route 353
- Virginia State Route 354
- Virginia State Route 355
- Virginia State Route 356
- Virginia State Route 358
- Virginia State Route 359
- Virginia State Route 360
- Virginia State Route 361
- Virginia State Route 362
- Virginia State Route 363
- Virginia State Route 364
- Virginia State Route 365
- Virginia State Route 366
- Virginia State Route 367
- Virginia State Route 368
- Virginia State Route 369
- Virginia State Route 370
- Virginia State Route 371
- Virginia State Route 372
- Virginia State Route 373
- Virginia State Route 374
- Virginia State Route 375
- Virginia State Route 376
- Virginia State Route 377
- Virginia State Route 378
- Virginia State Route 379
- Virginia State Route 380
- Virginia State Route 381
- Virginia State Route 382
- Virginia State Route 383
- Virginia State Route 384
- Virginia State Route 385
- Virginia State Route 387
- Virginia State Route 388
- Virginia State Route 389
- Virginia State Route 390
- Virginia State Route 391
- Virginia State Route 392
- Virginia State Route 393
- Virginia State Route 394
- Virginia State Route 396
- Virginia State Route 397
- Virginia State Route 398
- Virginia State Route 399
- Virginia State Route 400
- Virginia State Route 401
- Virginia State Route 402
- Virginia State Route 403
- Virginia State Route 404
- Virginia State Route 405
- Virginia State Route 406
- Virginia State Route 407
- Virginia State Route 409
- Virginia State Route 412
- Virginia State Route 413
- Virginia State Route 415
- Virginia State Route 419
- Virginia State Route 420
- Virginia State Route 457
- Virginia State Route 598
- Virginia State Route 599
- Virginia State Route 785
- Virginia State Route 895
- Virginia State Route 90003 (nicht beschildert, Colonial Parkway)
- Virginia State Route 90004 (nicht beschildert, Dulles Access Road)
- Virginia State Route 90005 (nicht beschildert, George Washington Memorial Parkway)

### Außer Dienst gestellte Strecken
- Virginia State Route 12
- Virginia State Route 25
- Virginia State Route 44
- Virginia State Route 88
- Virginia State Route 104
- Virginia State Route 248
- Virginia State Route 260
- Virginia State Route 265
- Virginia State Route 266
- Virginia State Route 268
- Virginia State Route 275
- Virginia State Route 282
- Virginia State Route 284
- Virginia State Route 291
- Virginia State Route 297
- Virginia State Route 357
- Virginia State Route 386
- Virginia State Route 408
- Virginia State Route 410
- Virginia State Route 414
- Virginia State Route 416
- Virginia State Route 417
- Virginia State Route 418
- Virginia State Route 510

## U.S. Highways

### Gegenwärtige Strecken
- U.S. Highway 1
- U.S. Highway 11
- U.S. Highway 13
- U.S. Highway 15
- U.S. Highway 17
- U.S. Highway 19
- U.S. Highway 21
- U.S. Highway 23
- U.S. Highway 29
- U.S. Highway 33
- U.S. Highway 48
- U.S. Highway 50
- U.S. Highway 52
- U.S. Highway 58
- U.S. Highway 60
- U.S. Highway 121
- U.S. Highway 211
- U.S. Highway 219
- U.S. Highway 220
- U.S. Highway 221
- U.S. Highway 250
- U.S. Highway 258
- U.S. Highway 301
- U.S. Highway 311
- U.S. Highway 340
- U.S. Highway 360
- U.S. Highway 421
- U.S. Highway 460
- U.S. Highway 501
- U.S. Highway 522

### Außer Dienst gestellte Strecken
- U.S. Highway 117
- U.S. Highway 158
- U.S. Highway 170
- U.S. Highway 321
- U.S. Highway 401
- U.S. Highway 411
- U.S. Highway 511

## Interstates

### Hauptstrecken
- Interstate 64
- Interstate 66
- Interstate 77
- Interstate 81
- Interstate 85
- Interstate 95

#### Geplante Strecken
- Interstate 73
- Interstate 74
- Interstate 87

### Zubringer und Umgehungen

#### Gegenwärtige Strecken
- Interstate 195
- Interstate 264
- Interstate 295
- Interstate 381
- Interstate 395
- Interstate 464
- Interstate 495
- Interstate 564
- Interstate 581
- Interstate 664

#### Außer Dienst gestellte Strecken
- Interstate 266 (geplant, aber nie verwirklicht)

#### Geplante Strecken
- Interstate 785